# Kule (rejon oszmiański)
Kule – dawny zaścianek. Tereny, na których był położony, leżą obecnie na Białorusi, w obwodzie grodzieńskim, w rejonie oszmiańskim, w sielsowiecie Żuprany.

## Historia
W czasach zaborów zaścianek w gminie Polany, w powiecie oszmiańskim, w guberni wileńskiej Imperium Rosyjskiego. W 1905 roku liczyła 19 mieszkańców, 20 dziesięcin.
W latach 1921–1945 zaścianek leżał w Polsce, w województwie wileńskim, w powiecie oszmiańskim, w gminie Polany.
W 1931 w 3 domach zamieszkiwały 23 osoby.
Wierni należeli do parafii rzymskokatolickiej w Gudogajach. Miejscowość podlegała pod Sąd Grodzki w Oszmianie i Okręgowy w Wilnie; właściwy urząd pocztowy mieścił się w Gudogajach.